# Guardian Angels

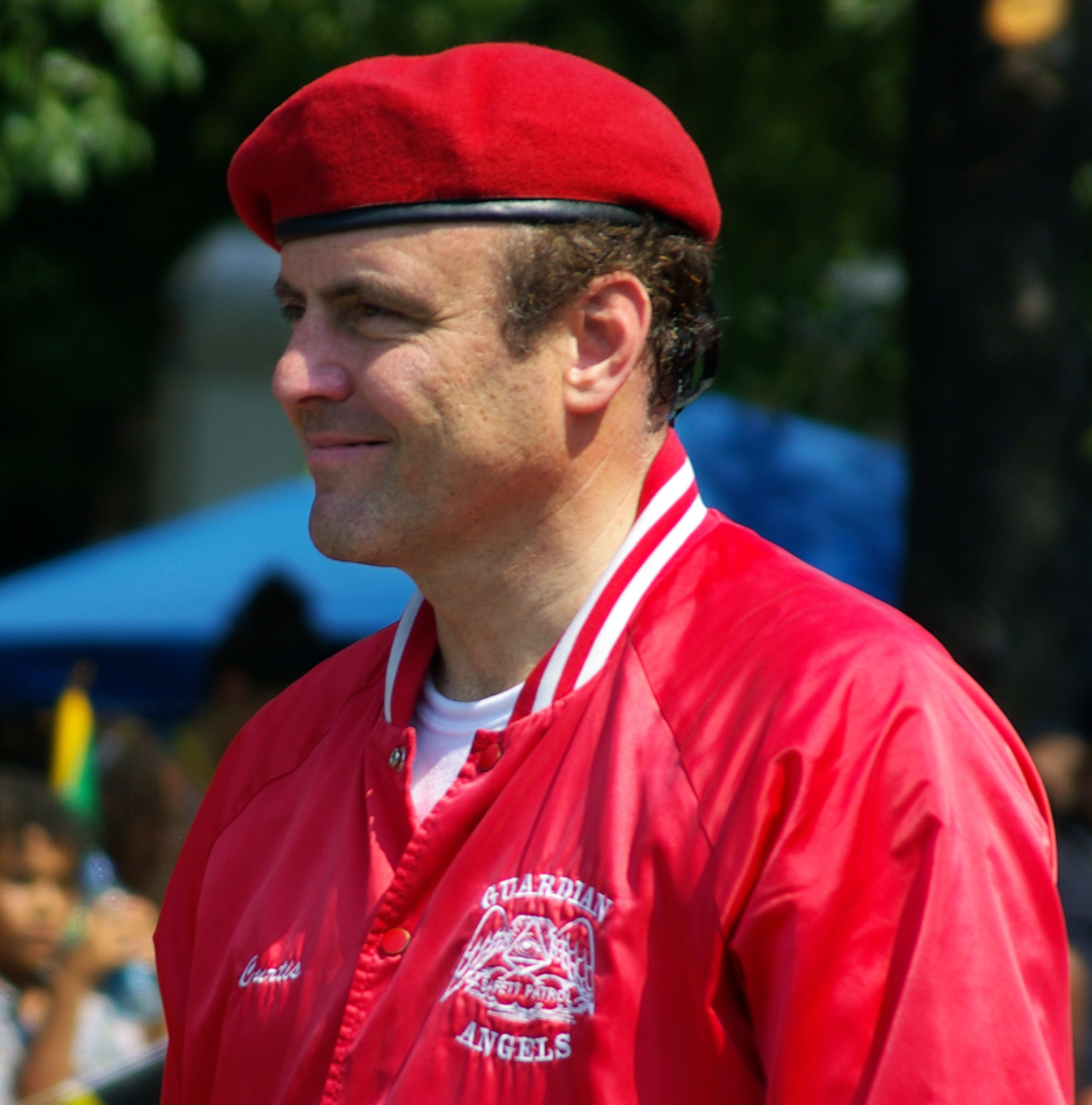
Curtis Sliwa, Gründer der Guardian Angels, in der für die Organisation typischen Kleidung

Die Guardian Angels (engl.: Schutzengel) sind eine Bürgerinitiative mit dem Ziel der Kriminalitätsverhütung, die in New York City ihren Anfang nahm und die sich inzwischen in vielen Städten der USA und in anderen Ländern etabliert hat.

## Geschichte
Die Guardian Angels wurden im Jahr 1979 von Curtis Sliwa gegründet, dem Mitarbeiter einer Schnellgastronomiekette im New Yorker Stadtteil Bronx. Er animierte zuerst Mitarbeiter und Jugendliche aus der Nachbarschaft, zur Säuberung von Park- und Erholungseinrichtungen beizutragen, später auch dazu, die Polizei bei der Aufrechterhaltung der öffentlichen Sicherheit und Ordnung zu unterstützen, insbesondere im U-Bahn-Netz und in Problemvierteln. Bei ihren Patrouillen tragen Guardian Angels als Erkennungszeichen ein rotes Barett, eine rote Jacke oder ein weißes T-Shirt mit dem Logo der Guardian Angels.
Aus den Guardian Angels gingen die Nachbarschaftswachen und die Cyberangels hervor.
In Deutschland sind die Guardian Angels als Organisation mit gemeinnützigen Zielen mit zwei Chapters in Hannover und Singen präsent. Zu ihren Aufgaben in Deutschland gehören vor allem die Bekämpfung von Rassismus und Gewalt auf den Straßen sowie die Steigerung des subjektiven Sicherheitsgefühls der Bürger. Großen Wert legen sie auf ihre multikulturelle Zusammensetzung und ihre Toleranz gegenüber allen Mitmenschen unabhängig von Rasse, Nationalität, Religion, politischer Einstellung, sexueller Orientierung und Alter.
Die Guardian Angels lieferten auch das lose Vorbild für die Initiative Gewalt sehen – Helfen der Stadt Frankfurt am Main.